# Christiane Ritter
Christiane Ritter   (Karlovy Vary, 13 de juliol de 1897 - Viena, 29 de desembre de 2000) va ser una escriptora austríaca. És més coneguda pel seu llibre A Woman in the Polar Night sobre la seva estada a Svalbard el 1933. Publicat originalment el 1938, el seu llibre és un dels pocs relats escrits des d'una perspectiva femenina que detalla la vida fora de les civilitzacions abans del segle xx.

## Biografia
El besavi de Ritter va ser el fundador de la Fàbrica de porcellana Carl Knoll a Fischern prop de Karlsbad, el seu pare era advocat i la seva mare era una músic versàtil. Al principi va voler seguir una carrera com a ballarina, però després va despertar el seu interès per les arts visuals. Les seves bases com a pintora i il·lustradora es van establir a diverses escoles de Munic, Viena i Berlín.
Als 20 anys, es va casar amb Hermann Ritter (1891–1968), que acabava de completar el seu certificat d'oficial de vaixell. Poc temps després va néixer la seva filla Karin. Ritter va passar un any en una cabana solitària a Svalbard, lluny de qualsevol civilització.
Va desembarcar en vaixell a Ny-Ålesund l'estiu de 1934 i, acompanyada pel seu marit, va anar a Gråhuken, el punt més al nord d'Andrée-Land, al nord de Svalbard entre Woodfjorden i Wijdefjorden. Aquí va passar l'hivern principalment sola, mentre que el seu marit sovint passava els dies caçant, i es va quedar fins a l'estiu de 1935. El llibre de Ritter sobre el seu temps a Spitsbergen, Eine Frau erlebt die Polarnacht, en què també es reprodueixen imatges d'aquest període i s'han traduït a nou idiomes. És una de les obres estàndard de la literatura polar en llengua alemanya i encara es publica avui dia. Jürgen Domian esmenta el llibre a la seva novel·la Dimonis.
Tot i que fins a aquest moment les expedicions i altres estades a l'Àrtida normalment només es descriuen com a extremadament privadores i extenuants, Ritter va aconseguir descriure el valor de la naturalesa àrtica per a les persones i la seva psique. Informa de manera comprensible sobre els seus propis canvis durant la seva estada a l'extrem nord.
Després de la Segona Guerra Mundial la família es va traslladar a Leoben a Estíria. El 1985 Christiane Ritter es va traslladar a Viena. Hi va morir als 103 anys i va ser enterrada al Grinzinger Friedhof (Grup 28, Fila 3, Número 8).